# Gryllacris sumbaensis
Gryllacris sumbaensis är en insektsart som beskrevs av Willemse, C. 1953. Gryllacris sumbaensis ingår i släktet Gryllacris och familjen Gryllacrididae. Inga underarter finns listade i Catalogue of Life.